# Minetti (Drama)
Minetti ist ein Theaterstück von Thomas Bernhard. Die Uraufführung war 1976 am Staatsschauspiel Stuttgart mit Bernhard Minetti in der Titelrolle unter der Regie von Claus Peymann.

## Vorbemerkung
In den 1970er Jahren spielte Bernhard Minetti die Hauptrollen in Uraufführungen von Thomas-Bernhard-Stücken unter der Regie von Claus Peymann in Stuttgart und Bochum. Bernhard widmete dem Schauspieler sein Stück über einen Künstler im Alter durch die Bezeichnung Minetti.

## Rahmenhandlung
Minetti, ein Schauspieler, der die Rolle des König Lear seit 30 Jahren nicht mehr gespielt hat, reist nach Ostende, um mit dem Theaterdirektor von Flensburg ein mögliches Engagement zu besprechen. Er sitzt in der Hotelhalle und wartet auf den Direktor, der ihn sitzen lässt und nicht erscheint. Den Lear spielte er seinerzeit in einer Maske des belgischen Künstlers James Ensor, den er im selben Hotel kennengelernt hatte. Seitdem führt er die Maske stets mit und legt sie am Ende auch an. Am Schluss sitzt Minetti eingeschneit am Strand auf einer Bank, was etwas an den Leiermann in der Winterreise erinnert.